# Claire Maurier
Claire Maurier (nombre artístico de Odette-Michelle-Suzanne Agramon) (Céret; 19 de diciembre de 1927) es una actriz francesa de cine, teatro y televisión, especializada en papeles de carácter cómico. En su filmografía cabe destacar La bella de Cádiz (1953), Los cuatrocientos golpes (1959), Amélie (2001) y Mis tardes con Margueritte (2010).

## Biografía
Su padre regentaba una sala de cine en la ciudad francesa de Toulouse, lo cual posiblemente le despertó una vocación interpretativa ya de joven. A los dieciséis años fue admitida en el conservatorio de Burdeos y durante dos años actuó en diversos teatros de la ciudad, obteniendo en 1947 sendos premios teatrales de comedia y tragedia. Posteriormente se trasladó a París para completar su formación, siendo discípula de René Simon durante dos años. En 1951 interpretó su primer papel importante: Lisístrata, adaptación realizada por Maurice Donnay de la comedia clásica de Aristófanes.
Tras algunos pequeños papeles en el cine y teatro, y tras haber participado en 1957 en Le dos au mur, François Truffaut la descubrió y le ofreció el papel de Gilberte, la madre de Antoine Doinel en la célebre Los cuatrocientos golpes. Posteriormente sería la esposa bígama de Bourvil y Fernandel en la película del 1963 La Cuisine au beurre. Quince años después hizo de Simone Deblon (madre biológica) en La jaula de las locas (1978) y de Madeleine en Un mauvais fils (1981) de Claude Sautet, por la cual fue nominada al César a la mejor actriz de reparto. También cabe destacar el papel de Madame Suzanne en la exitosa película Amélie de 2001.
Asimismo compaginó su carrera cinematográfica y teatral, con incursiones puntuales en el medio televisivo, donde destaca la interpretación de "Maryse Berthelot", una de las protagonistas de la teleserie Faites comme chez vous! (2005).